# Bill Mobley
Bill Mobley (* 7. April 1953 in Memphis, Tennessee) ist ein amerikanischer Jazz-Musiker (Trompete und Flügelhorn), Komponist, Bandleader und Arrangeur.

## Leben und Wirken
Mobley kam 1987 nach New York City und wurde Ende der 1980er Jahre bekannt durch Aufnahmen mit dem Pianisten Donald Brown sowie mit Geoff Keezer (1988), Anfang der 1990er Jahre mit Harold Mabern, Bill Easley (First Call, 1991). Außerdem trat er in dieser Zeit in New York mit Marvin „Smitty“ Smith, der Clifford Jordan Big Band, George Coleman, James Williams, Mingus Dynasty, T. S. Monk, dem Maria Schneider Orchestra und dem Toshiko Akiyoshi Orchestra auf. 1996 nahm Mobley für das Label Evidence mit prominenten Gastmusikern sein erstes Album unter eigenem Namen auf, an dem Bill Easley, Bill Pierce, Christian McBride und Alan Dawson mitwirkten. Mit dem Space Time Orchestra und Gästen wie Donald Brown, Harold Mabern, James Williams und Mulgrew Miller nahm er 1996 zwei Livealben auf (Live at Smalls). Um 2000 arbeitete er mit Jean Toussaint und Clark Gayton.
Seit Mitte der 1990er Jahre leitet er sein eigenes Space Time Jazz Orchestra und spielt inzwischen auch mit seinem Mobscene Quintet. Bill Mobley unterrichtete von 1982 bis 1986 Musik am Berklee College of Music in Boston; inzwischen arbeitet er an der William Paterson University in Wayne (New Jersey) und leitet Jazz-Workshops in Maine und an öffentlichen Schulen in New York.
Stilistische Vorbilder sind nach Meinung von Richard Cook und Brian Morton als Trompeter Fats Navarro, Booker Little, Clifford Brown und Woody Shaw; als Arrangeur nimmt er Bezug auf das Werk von Thad Jones.

## Diskographische Hinweise
- Live at Smalls, Vol. 1 & 2 (Space Time, 1996)
- Mean What You Say (Space Time, 1999)
- New Light (Space Time, 2001)